# Sydökokako
Sydökokako (Callaeas cinereus) är en fågel i familjen vårtkråkor inom ordningen tättingar.. 

## Utbredning och systematik
Fågeln förekommer på Sydön i Nya Zeeland, men sågs senast 2007. Tidigare behandlades nordökokako som en underart till cinereus, då med trivialnamnet kokako. 

## Status
Vissa anser att arten är utdöd, men internationella naturvårdsunionen IUCN kategoriserar den fortfarande som akut hotad. Om den fortfarande är vid liv tros den ha en mycket liten population som antas minska till följd av predation från invasiva arter.